# Galatea (måne)
 For alternative betydninger, se Galatea. (Se også artikler, som begynder med Galatea)
Galatea er en af planeten Neptuns måner: Den blev opdaget den 28. juli 1989 ud fra billeder taget af rumsonden Voyager 2, og fik lige efter opdagelsen den midlertidige betegnelse S/1989 N 4. Senere har den Internationale Astronomiske Union vedtaget at opkalde den efter nereiden Galathea fra den græske mytologi. Månen Galatea kendes desuden også under betegnelsen Neptun VI (VI er romertallet for 6).
Galathea er en irregulær ("kartoffelformet") lille klode, hvis overflade ikke viser nogen tegn på geologisk aktivitet i månens indre. Den kredser så tæt på Neptun, at den fuldfører et helt omløb om Neptun hurtigere end Neptun når at dreje én gang om sig selv; konsekvensen er at tidevandskræfterne langsomt vil tvinge Galathea til at kredse gradvis tættere og tættere på Neptun. Engang i fremtiden vil den enten falde ned i Neptuns atmosfære eller sønderdeles til småpartikler der danner en ny planetring omkring Neptun.